# Zebrina
Genre
Zebrina est un genre de mollusques gastéropodes stylommatophores terrestres de la famille des Enidae.

## Systématique
Le genre Zebrina a été créé en 1838 par le malacologiste allemand Friedrich Held (d) (1812-1872).

## Liste d'espèces
Selon BioLib (26 décembre 2021) :
- Zebrina dardana R. A. Philippi, 1844
- Zebrina detrita (O.F. Muller 1774) : Europe méditerranéenne, jusqu'en Iran
- Zebrina fasciolata (Olivier 1801) : Grèce, Turquie, Israël
- Zebrina kindermanni (L. Pfeiffer 1853) : Bulgarie, Turquie
- Zebrina varnensis L. Pfeiffer 1847 : littoral de la mer Noire (Bulgarie, Roumanie)